# 克利爾蒙特 (密蘇里州)
克利爾蒙特（英語：Clearmont）是位於美國密蘇里州諾德韋縣的城市。

## 人口
根據2020年美國人口普查的數據，克利爾蒙特的面積為0.42平方千米，皆為陸地。當地共有人口158人，而人口密度為每平方千米376人。